# マサロ・グランダー
マサロ・グランダー（Massaro Glunder、1994年8月15日 - ）は、オランダの男性キックボクサー。アムステルダム出身。マイクスジム所属。

## キックボクシング
2013年11月16日、KOK World CUPに参戦。4選手で争われたHERO‘S 2013 65 kg Tournamentにおいて、1回戦でDeividas DanylaにKO勝ち、決勝でMartynas DaniusにKO勝ちして優勝した。
2015年4月19日、K-1 WORLD GP 2015 ～-55kg 初代王座決定トーナメント～に参戦。スーパーファイトで野杁正明と対戦。飛び膝蹴りで野杁の右目じりを流血させてTKO勝ち。マサロはゲーオ・ウィラサクレックの欠場による代打出場だった。
2015年7月4日、K-1 WORLD GP 2015 ～-70kg初代王座決定トーナメント～に参戦。スーパーファイトで木村ミノルと対戦し延長判定負け。
2015年10月10日、Yokkao 15でセンチャイ・PKセンチャイムエタイジムと対戦し判定負け。
2015年10月18日、WFLに参戦。4選手で争われた70kgトーナメントにおいて、1回戦でウィリアム・ディンダーに判定勝ち、決勝ではメルヴィン・マヌーフの甥であるセドリック・マヌーフに判定負け。
2015年11月21日、K-1 WORLD GP 2015 IN JAPAN ～THE CHAMPIONSHIP～で平本蓮と対戦し判定勝ち。
2016年3月4日、K-1 WORLD GP 2016 IN JAPAN ～-65kg日本代表決定トーナメント～に参戦。スーパーファイトでゲーオ・ウィラサクレックと対戦し判定負け。
2016年5月7日、Glory of Heroes 2でヤン・ジョーと対戦し判定勝ち。
2016年6月24日、K-1 WORLD GP 2016 IN JAPAN ～-65kg世界最強決定トーナメント～に参戦。1回戦で野杁正明と再戦して判定負け。
2016年7月30日、Kunlun Fight 48に参戦。16選手で争われた-65kgトーナメントの1回戦でキム・ミンス(Kim Minsoo)と対戦し判定負け。なお、旧K-1に参戦した元柔道家のキム・ミンスとは別人である。
2016年12月10日、Kunlun Fight 55でジャン・チュンユーと対戦し延長判定勝ち。
2017年4月8日、W5 Dubrovnikでヴラド・トゥイノフと対戦し判定負け。
2017年5月6日の武林風でワン・ポンフェイと対戦し判定負け。
2017年6月10日のGLory 42に参戦。4選手で争われたライト級(70kg)トーナメント1回戦でニコラス・ラーセンと対戦しTKO勝ち、決勝ではクリス・バヤに1-2の判定負け。
2017年9月30日、Glory 45でザカリア・ゾウガリーと対戦し判定負け。
2017年10月28日、Glory 47でディラン・サルバドールと対戦し判定負け。
2018年3月3日、Glory 51でビクトー・ピントと対戦し判定勝ち。
2018年6月17日、K-1 WORLD GP 2018 JAPAN ～第2代フェザー級王座決定トーナメント～に参戦。スーパーファイトで城戸康裕と対戦し反則負け。
2018年8月10日、Glory 56でクアド・タラナキと対戦し判定勝ち。
2018年11月2日、Glory 61でケビン・ヴァン・ノーストランドと対戦し判定負け。
2019年3月9日、Glory 64でアレクセイ・ウリアノフと対戦し判定負け。
2019年10月12日、Glory 69でアルビ・エミエフと対戦し判定勝ち。
2019年12月21日、Glory Collision 2でモハメド・ジャラヤと対戦し判定勝ち。

## 総合格闘技
2017年5月27日、World Fighting League MMAにおいてアンディ・サワーと総合格闘技ルールで対戦し、3Rにパウンドからの腕十字で一本負け。当初、サワーの対戦相手はルネ・ウルフラムだったが、ウルフラムの欠場により当日急遽マサロが代打出場した。

## 獲得タイトル
- King of Kings -65kg世界王者
- W5 -72.5kg世界王者
- W5 -72.5kgヨーロッパ王者
- Wolves -63kgヨーロッパ王者

## 人物
マサロ・グランダーの父はPRIDE 武士道 -其の壱-にも出場経験のある格闘家のロドニー・ファベイラス(ロドニー・グランダー)である。